# Třída Sovereign
Třída Sovereign je ve sci-fi a fiktivních, seriálech, filmech, knih, komiksů ze Star Treku, třída hvězdných lodí, které využívá od 70. let 24. st. Hvězdnou flotilou Spojené Federace Planet. 
Jedná se o bitevní a průzkumní křižník, jež je vlajkovou lodí federace, která nahradila v tomto třídu Galaxy. Nejznámější a nejslavnější lodí této třídy je Enterprise NCC-1701-E, pod velením Jean-Luca Picarda, která nahradila zničenou Enterprise NCC-1701-D, jež byla v roce 2371, zničena. (viz film Star Trek: Generace)
Osudy této lodi, jsou zachycené ve filmech: Star Trek: První kontakt, Star Trek: Vzpoura a Star Trek: Nemesis, dále v knihách. 

## Popis
Loď disponuje nejpokročilejším vybavením, jaká mohla Hvězdná Flotila poskytnout.
Zbraňové a obranné systémy jsou převážně určené pro boj s Borgy, čemuž nasvědčuje i nejmohutnější výzbroj jakou kdy loď Hvězdné flotily disponovala. 
Historie třídy sahá, až do roku 2338, kdy byli vztahy mezi Spojenou Federací Planet a Klingonskou Říší, opět na bodu mrazu, prezident nařídil Hvězdné Flotile navrhnout loď, která by byla vhodnější pro bojové operace než stávající třídy lodí. Projekt byl v pokročilém stádiu, když v roce 2344, ztráta Enterprise-C, u Narendry III, vedla k tomu, že vztahy mezi UFP a Klingonskou Říší, se značně zlepšili. Projekt nakonec zůstal pouze, jen návrhem, které se v roce 2368, po bitvě u Wolfu 359, kdy UFP a HF, utrpěla velkou porážku a ztrátu lodí, se rozhodlo tento projekt, znovu o živit, a u vést ho ve skutečnost.

## Specifikace
Délka / Šířka / Výška / Hmotnost – 685, 32 m / 250, 65 m / 88, 29 m / 3 280 500 Tun
Počet palub / Počet členů posádky, evakuační kapacita – 24 / 850 – 12 500
Maximální cestovní rychlost / Maximální bezpečná rychlost (pozn. uvedena TNG warp rovnicí) – 9,9 / 9,99 (po 36 hodinách)
Výzbroj / Obrana – 12 phaserových baterií, třídy XII, celkový výkon 84 000 TW, 1 kvantová věž, třídy 1 + 225 kvantových torpéd, 4 fotonové torpédomety typu 4 + 240 fotonových torpéd / těžký duraniový-tritaniový dvojitý trup + 10 cm ablativního pancéřování, Vysokokapacitní-automodulační systém štítů, celková kapacita 4 590 000 TJ

## Upravené verze
Kolem roku 2374, kdy vrcholila válka s Dominionem, bylo rozhodnuto, aby tato třída prošla refitem, neboť se palebná síla ukázala jako nedostačující, hlavně zásoba torpéd. Modernizací prošly i ostatní systémy lodi, hlavně senzory a štíty, avšak rychlost se nezměnila, bylo rozhodnuto, že rychlost lodí je dostačující. Dále se přistavělo dalších pět palub. 

## Specifikace refitu
Délka / Šířka / Výška / Hmotnost – 685, 32 m / 250, 65 m / 88, 29 m / 3 280 500 Tun
Počet palub / Počet členů posádky, evakuační kapacita – 29 / 900 / 14 000
Maximální cestovní rychlost / Maximální bezpečná rychlost (pozn. uvedena TNG warp rovnicí) – 9,9 / 9,99 (po 36 hodinách)
Výzbroj / Obrana – 16 phaserových baterií, třídy XII, celkový výkon 120 000 TW, 1 kvantová věž, třídy 1 + 500 kvantových torpéd, 4 fotonové torpédomety typu 4 + 480 fotonových torpéd / 4 standardní fotonové torpédomety, třídy 2 + 320 fotonových torpéd / těžký duraniový-tritaniový dvojitý trup + 10 cm ablativního pancéřování, Vysokokapacitní-automodulační systém štítů, celková kapacita 5 735 000 TJ
Známé lodi této třídy:
USS Enterprise, NCC-1701-E 
USS Sovereign, NCC-73811